# Мерчісон (місячний кратер)
Кра́тер Ме́рчісон (лат. Murchison) — великий стародавній метеоритний кратер у північній частині Затоки Центральної на видимому боці Місяця. Названу присвоєно на честь шотландського геолога Родеріка Імпі Мерчісона (1792—1871) й затверджено Міжнародним астрономічним союзом у 1935 році. Кратер утворився у донектарському періоді.

## Опис кратера
Найближчими сусідами кратера є кратер Паллас, що перекриває північно-західну частину кратера Мерчісон; кратер Укерт на північному сході і кратер Хладні на південному сході. На північний захід від кратера Мерчісон знаходиться Затока Спеки; на північний схід — Море Парів. Селенографічні координати центру кратера 4°54′ пн. ш. 40°43′ зх. д. / 4.9° пн. ш. 40.72° зх. д., діаметр 57,8 км, глибина 870 м.
Кратер Мерчісон має полігональну форму і зазнав значних руйнувань за тривалий час свого існування. Вал згладжений, у південно-східній частині валу є широкий прохід, у північно-західній частині є прохід, що сполучає чаші кратерів Мерчісон і Паллас, західна частина валу розсічена широкою долиною. Від південно-східної частини валу відходить широкий хребет, що досягає кратера Хладні. Об'єм кратера становить приблизно 2700 км³. Дно чаші затоплене лавою, в західній, північно-східній і південній частині чаші хаотично розташовується безліч хребтів і пагорбів.
Кратер Мерчісон розташований поблизу центра Місяця при виді з Землі, тобто точки відліку в селенографічній системі координат. Якщо обрати цей кратер за точку спостереження, то Земля буде знаходитись практично прямо над головою спостерігача. За цю особливість кратер (наряду з декількома сусідами) пропонувався як відмітка «нульового кілометра» на Місяці.

## Сателітні кратери

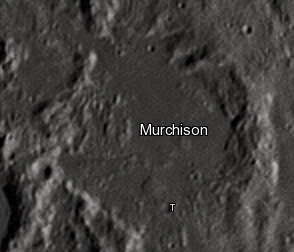
Світлина Девіда Кемпбелла.

| Мерчісон | Координати                                            | Діаметр, км |
| -------- | ----------------------------------------------------- | ----------- |
| T        | 4°26′ пн. ш. 0°05′ сх. д. / 4.44° пн. ш. 0.08° сх. д. | 2,5         |